# Charles Dillon
Pour les articles homonymes, voir Charles Dillon (12e vicomte Dillon) et Dillon.
 (août 2018).
Si vous disposez d'ouvrages ou d'articles de référence ou si vous connaissez des sites web de qualité traitant du thème abordé ici, merci de compléter l'article en donnant les références utiles à sa vérifiabilité et en les liant à la section « Notes et références ».
Edward « Charles » Dillon Jr (né le 30 janvier 1986 à Ventura) est un joueur américain de football américain évoluant au poste de wide receiver. Il évolue actuellement avec les Rush de Chicago, équipe de football américain en salle.

## Carrière

### Université
Dillon entre en 2004 au Ventura College de sa ville natale et y reste pendant deux saisons avant d'être transféré à Washington où il fait ses deux derniers années. Il obtient son diplôme après la saison 2007.

### Professionnel
Dillon n'est sélectionné par aucune équipe lors de la draft 2008 de la National Football League  mais il est par la suite contacté par les Colts d'Indianapolis avec qui il signe un contrat. Il se blesse néanmoins et n'est pas conservé chez les Colts où il n'évoluait qu'en réserve.
Il se tourne vers le football américain en salle et signe avec les Shock de Spokane en 2009 qui évoluent en Arenafootball2. Il retente sa chance en NFL grâce aux Packers de Green Bay qui le signent lors de l'inter-saison 2010. Il ne participe qu'aux camps d'entraînement de l'avant-saison et est libéré avant le début de la saison.
Il rejoint à nouveau les Shock de Spokane et remporte l'ArenaCup à la suite d'une victoire écrasante sur les Pionners de Wilkes-Barre/Scranton 74 à 27.
En 2011, il quitte Spokane et signe avec les Rush de Chicago.